# Pileus

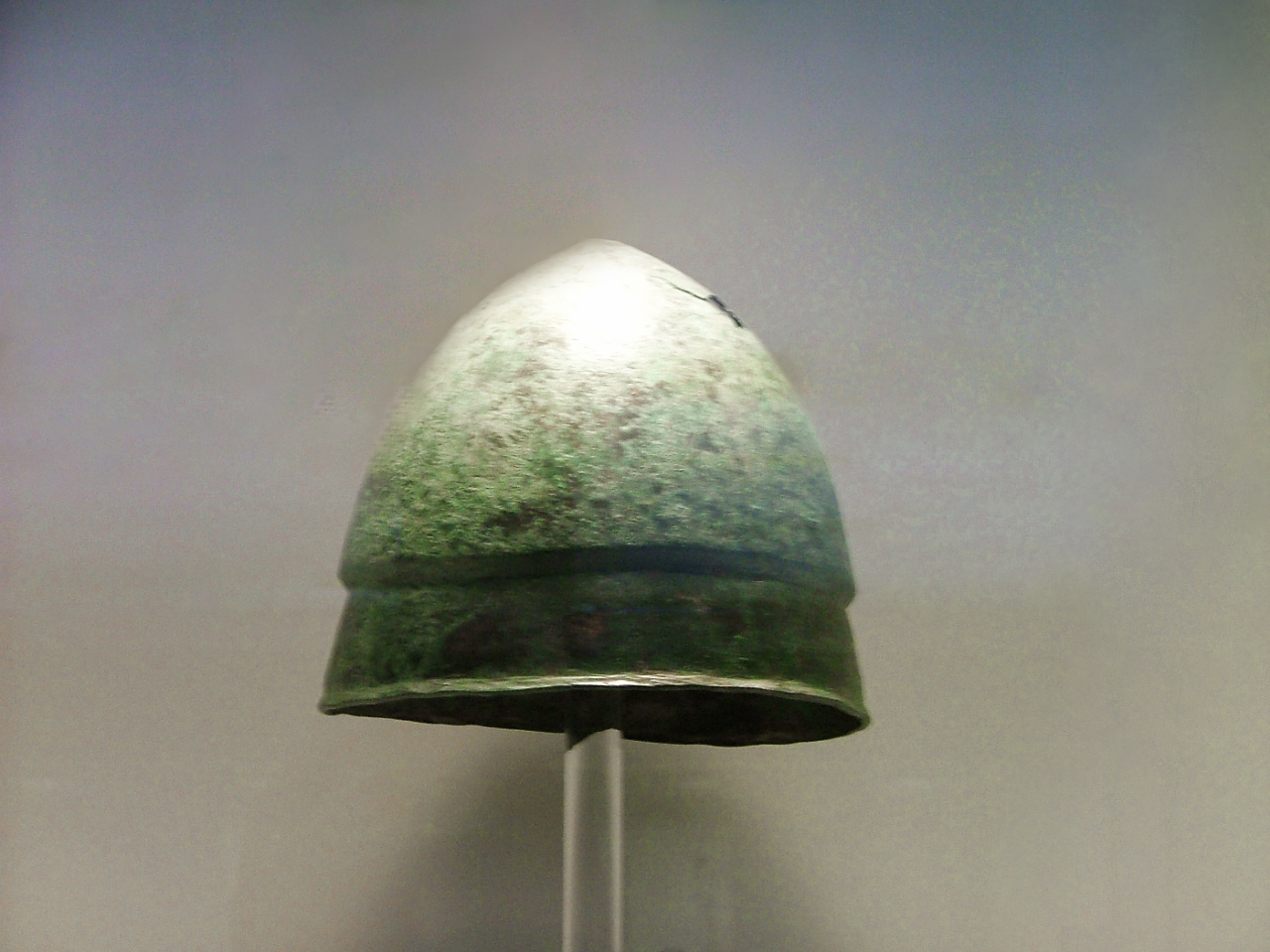
Pileus

Pileusul este o căciulă dacică din stofă de lână, cusută manual cu vârful întors în față. Este o căciulă purtată de nobilii daci, tarabostes. Pileusul este un simbol al dacilor. Pileusul și forma curbă a armelor fac ușor de recunoscut un dac adevărat.